# Extra-lucide
Albums de Disiz
Lucide
(EP, 2012) Transe-Lucide
(2014)
Singles
1. Extra-lucide
2. Best Day
3. Pour l'homme
4. C'est ma tournée
5. Les moyens du bord

Extra-lucide est le 8e album studio en solo du rappeur Disiz. Orienté rock, electro et rap, il est sorti en France le 29 octobre 2012. L'album constitue le second volet d'une trilogie débutée avec le maxi Lucide.

## Critiques
Les critiques notent la densité de l'album (25 titres) et une certaine cohérence dans l'organisation de l'album. Ils jugent que Disiz a encore grandi et qu'il délivre un album plus mature que les précédents : Histoires Extraordinaires d'un Jeune de Banlieue et Dans le ventre du crocodile. Le dernier album cité orienté pop rock a laissé des traces sur certains titres chantés comme le troisième single Pour l'homme,.

## Liste des titres
| No  | Titre                                        | Durée |
| --- | -------------------------------------------- | ----- |
| 1.  | Coda Vide                                    | 0:36  |
| 2.  | Combien de temps ?                           | 3:27  |
| 3.  | Everything                                   | 3:37  |
| 4.  | Best day (featuring Autumn Row)              | 3:37  |
| 5.  | Pour l'homme                                 | 4:36  |
| 6.  | Extra-Lucide                                 | 4:56  |
| 7.  | Tu brilles                                   | 3:24  |
| 8.  | Toussa Toussa (Remix) (featuring Mac Miller) | 2:57  |
| 9.  | Go Go Gadget (featuring Orelsan)             | 4:09  |
| 10. | Porté disparu                                | 5:57  |
| 11. | Actarus                                      | 1:57  |
| 12. | Je les garde                                 | 4:33  |
| 13. | Les Bienveillants                            | 4:13  |
| 14. | C'est ma tournée                             | 4:09  |
| 15. | Fête foraine                                 | 4:29  |
| 16. | Salauds d'pauvres                            | 4:17  |
| 17. | Les moyens du bord                           | 4:34  |
| 18. | Fukushima                                    | 5:07  |
| 19. | Life Is Good                                 | 3:20  |
| 20. | Polyuréthane (Plastic Life)                  | 3:53  |

| 1. | Prélude à la rébellion des cœurs | 2:48 |
| 2. | Cœur gangster                    | 4:10 |
| 3. | Elle t'a eu (featuring Ladéa)    | 3:17 |
| 4. | Bullshitter                      | 3:10 |
| 5. | Vide                             | 4:25 |

| 1. | Dur Dur (featuring Savant des Rimes) | 3:16 |

## Classements hebdomadaires

### Album
| Pays                         | Meilleure position |
| ---------------------------- | ------------------ |
| France (SNEP)                | 6                  |
| Belgique Wallonie (Ultratop) | 22                 |

### Singles
| Titre        | France | Belgique |
| ------------ | ------ | -------- |
| Extra-lucide | 120    | 42       |
| Best Day     | 156    | 41       |